# Chaviães
 (mars 2025).
Chaviães est une ancienne freguesia portugaise du concelho de Melgaço, d'une superficie de 4.47 km² et avec 385 habitants (2011). La paroisse a été dissoute par la réorganisation administrative de 2012/2013 puis intégrée à l'Union des Paroisses de Chaviães et Paços. La toponymie proviendrait de l'évolution de l'ancien nom d'origine romaine Flavianes ou Flavianus (en hommage à l'empereur Vespasien, premier de la dynastie Flaviens) vers Chavianes, jusqu'à sa forme actuelle, ayant la signification "les portes de la muraille" ou "les portes de la ville".

## Démographie
| 1864 | 1878 | 1890 | 1900 | 1911 | 1920 | 1930 | 1940 | 1950 | 1960 | 1970 | 1981 | 1991 | 2001 | 2011 |
| ---- | ---- | ---- | ---- | ---- | ---- | ---- | ---- | ---- | ---- | ---- | ---- | ---- | ---- | ---- |
| 604  | 676  | 678  | 655  | 744  | 654  | 746  | 807  | 841  | 896  | 648  | 601  | 511  | 431  | 385  |

|      | 0-14 ans | 15-24 ans | 25-64 ans | > 65 ans |
| ---- | -------- | --------- | --------- | -------- |
| 2001 | 41       | 48        | 205       | 137      |
| 2011 | 23       | 37        | 174       | 151      |

## Géographie
Situé sur une colline surplombant le fleuve Minho, la paroisse est distante de 2 kilomètres du siège de la municipalité à Melgaço. Au nord et à l'ouest, la paroisse est bordée par le Minho, frontalière des freguesias Fiães et Paços à l'ouest, Vila et Roussas au sud.
La paroisse comprend les lieux-dits suivants : Barralha, Barraço, Barreiro, Bouça, Carvalheiras, Casal, Corthinhal, Cotos Curveira, Escuredo, Gondufe, Igreja, Lages, Nogueira, Orjás, Outeiro, Pena, Portela, Quinta, Redondas, Soengas, Tapada, Vale et Viso.

## Histoire
D'origine préhistorique, le territoire de la paroisse conserve des vestiges de dolmens datant d'entre 4 et 5 000 ans, dans le lieu du Coto da Moura, ainsi que des traces de culture celtes et de Castro Laboreiro sur le site du monte do Castelo. Proche du fleuve est sur une colline, ses pôles civilisationnels fortifiés sont fortement marqués par des caractéristiques militaires.
Le territoire fut un lieu de passage de l'armée romaine, comme prouvé par des vestiges de campements et d'habitations.
Après la Reconquista et la naissance du Comté de Portugal, la paroisse est mentionnée pour la première fois dans le document royal ("foro") concédé par D. Alphonse Henriques à Melgaço en 1183, où il est indiqué que la moitié de la population est annexée à cette municipalité, patrimoine de la Couronne.
Plus tard, au XIIIe siècle, la paroisse se convertit en abbaye, possession de la Deuxième maison de Bragance.
En 1839, la paroisse est annexée à la municipalité de Monção, mais cette décision est révoquée en 1878, demeurant ainsi au sein de la municipalité de Melgaço.